# Bukidnon
Bukidnon é um província de  primeira classe de renda da província (d) na região Mindanao Setentrional (Região X), nas Filipinas. De acordo com o censo de 1 de maio  de  2020 possui uma população de 1 541 308 pessoas e 357 112 domicílios.
A sua capital é Malaybalay.

## Subdivisões
Municípios
- Baungon
- Cabanglasan
- Damulog
- Dangcagan
- Don Carlos
- Impasug-ong
- Kadingilan
- Kalilangan
- Kibawe
- Kitaotao
- Lantapan
- Libona
- Malitbog
- Manolo Fortich
- Maramag
- Pangantucan
- Quezon
- San Fernando
- Sumilao
- Talakag

Cidades
- Malaybalay
- Valencia